# George Digby, 2. Earl of Bristol

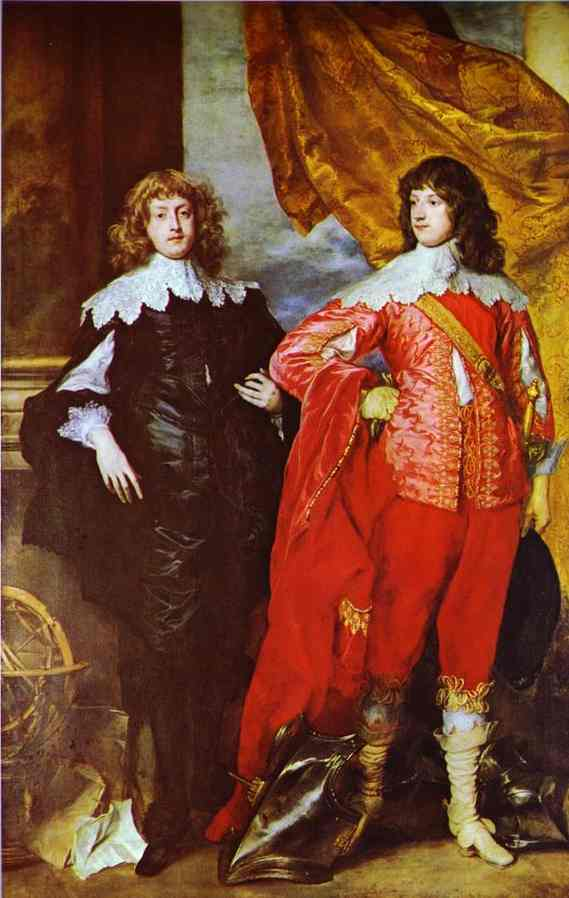
George Digby (links) mit William Russell, 1. Duke of Bedford, 1637

George Digby, 2. Earl of Bristol,  (getauft am 5. November 1612 in Madrid; † 20. März 1677) war ein englischer Staatsmann und Royalist. Er war Berater der Könige Karl I. und Karl II. von England, schadete aber mehr aufgrund seines unsteten, impulsiven und abenteuerlustigen Charakters.
Er war der Sohn von John Digby, 1. Earl of Bristol und wurde geboren, als dieser Botschafter in Madrid war. Sein Studium am Magdalen College Universität Oxford schloss er 1636 als Master of Arts ab. Anschließend trat er in die Armee ein und wurde Colonel eines Kavallerieregiments.
1640 wurde er als Knight of the Shire für Dorset ins House of Commons gewählt. Im Parlament zeigte er erste Zeichen seiner wankelmütigen politischen Haltung. Anfangs war er in Opposition zum König und unterstützte das Amtsenthebungsverfahren gegen Thomas Wentworth, 1. Earl of Strafford, wechselte dann aber die Fronten und hielt eine eloquente Rede gegen die Rechtsgültigkeit einer solchen Anklage (Wentworth wurde bald darauf hingerichtet). Er war nun in der Gunst von Karl I., der ihn 1641 zum königlichen Berater machte. Zudem ließ Karl I. ihn durch Writ of Acceleration vorzeitig den nachgeordneten Titel seines Vaters als 2. Baron Digby erben, wodurch er aus dem House of Commons ausschied und in das House of Lords aufgenommen wurde. Als er im Januar 1642 die parlamentarischen Führer der Opposition gegen Karl I. verhaften wollte, wurde er vom Parlament abgesetzt und floh vor einer Anklage wegen Hochverrats in die Niederlande. Bei Beginn des Bürgerkriegs kehrte er 1642 zurück, wurde 1643 Staatssekretär von Karl I. und Mitglied des Privy Council sowie 1645 Generalleutnant in der Armee der Royalisten im Norden Englands, wurde aber im Oktober bei Sherburn geschlagen. Dabei fiel auch sein Briefwechsel in die Hände der Parlamentspartei, was die Verhandlungen Karls I. mit ausländischen Mächten offenlegte.
Digby floh über Irland nach Frankreich und schloss sich dem Hof von Karl II. in dessen Exil an. In Paris nahm ihn Karl II. 1653 in den Hosenbandorden auf. Zeitweise diente er in der französischen Armee (Kampf gegen die Fronde, Flandern, Italien) und stieg auch dort 1651 zum Generalleutnant auf und versuchte sich auch in die französische Politik einzumischen (er plante sogar Nachfolger von Kardinal Mazarin zu werden). Nach einer zwischenzeitlichen Verständigung zwischen England und Frankreich gehörte er zu den aus Frankreich Ausgewiesenen und ging in die habsburgischen Niederlande, wo er in der Armee von Juan José de Austria diente. Beim Tod seines Vaters erbte er 1653 dessen Titel als Earl of Bristol. Er wurde 1657 Staatssekretär von Karl II., musste er allerdings 1658 zurücktreten, da er zum Katholizismus konvertiert war. Bald darauf folgte er Karl II. nach Spanien. Als Karl II. König wurde, kehrte er 1660 nach England zurück. 1663 war er vom Hof verbannt, da er sich respektlos in Reden über den König äußerte und den Lordkanzler Edward Hyde wegen Hochverrats anklagen wollte. Erst nach dessen Sturz 1667 war er wieder in der Gunst des Königs und wurde wieder in das House of Lords aufgenommen. In seinen letzten Jahren sorgte er weiter für Verwirrung, indem er sich einerseits öffentlich zur anglikanischen Kirche bekannte, dann wieder als katholisch bezeichnete.